# Eivor Landström
Harriet Eivor Emilie Landström, född 22 mars 1919 i Sankt Johannes församling i Stockholm, död 4 augusti 2004 i Oscars församling i Stockholm, var en svensk skådespelare och teaterkonsulent.

## Biografi
Landström studerade vid Dramatens elevskola 1938–1941 och engagerades efter studierna vid Dramaten fram till 1945. Hon var därefter engagerad vid olika teatrar i Stockholm. Hon filmdebuterade 1937 och kom att medverka i drygt 30 film- och TV-produktioner. Landström är gravsatt i minneslunden på Galärvarvskyrkogården i Stockholm.

## Filmografi
- 1937 – Röda triangeln
- 1937 – Mamma gifter sig
- 1937 – Klart till drabbning
- 1937 – Familjen Andersson
- 1938 – Vi som går scenvägen
- 1938 – Sockerskrinet
- 1938 – Motala – radions huvudstad
- 1938 – Med folket för fosterlandet
- 1938 – Fram för framgång
- 1938 – Blixt och dunder
- 1939 – Ombyte förnöjer
- 1939 – I dag börjar livet
- 1939 – Gubben kommer
- 1939 – Åh, en så'n grabb
- 1940 – Snurriga familjen
- 1940 – Med livet som insats
- 1940 – Lillebror och jag
- 1940 – Hanna i societén
- 1941 – Fröken Vildkatt
- 1941 – Fröken Kyrkråtta
- 1942 – Himlaspelet
- 1943 – I mörkaste Småland
- 1944 – Släkten är bäst
- 1945 – Änkeman Jarl
- 1946 – Möte i natten
- 1946 – Med högern – för jordbruket
- 1947 – Livet i Finnskogarna
- 1954 – Café Lunchrasten
- 1955 – Luffaren och Rasmus
- 1955 – Finnskogens folk
- 1956 – Flamman
- 1956 – Rätten att älska
- 1957 – Mästerdetektiven Blomkvist lever farligt
- 1958 – Musik ombord
- 1958 – Mannekäng i rött
- 1961 – Lita på mej, älskling!
- 1962 – Chans
- 1962 – Siska
- 1963 – Ett drömspel
- 1965 – Hans nåds testamente
- 1974 – Rännstensungar

## Teater

### Roller (ej komplett)
| År   | Roll                                    | Produktion                                                                  | Regi                | Teater                           |
| ---- | --------------------------------------- | --------------------------------------------------------------------------- | ------------------- | -------------------------------- |
| 1942 | Ella                                    | Beredskap Gunnar Ahlström                                                   | Alf Sjöberg         | Dramaten                         |
| 1945 | Rut, Ankers dotter i första äktenskapet | Ödestimmen Hjalmar Söderberg                                                | Rune Carlsten       | Dramaten                         |
| 1945 | Natalia Ivanovna                        | Tre systrar (Три сeстры, Tri sestry) Anton Tjechov                          | Per-Axel Branner    | Nya Teatern                      |
| 1946 | Kate                                    | På tre man hand (Tre må man være) Jens Locher                               | Bengt Ekerot        | Nya Teatern                      |
| 1949 | Stella Kowalski                         | Linje Lusta Tennessee Williams                                              | Johan Falck         | Norrköping-Linköping stadsteater |
| 1950 |                                         | Tre cirklar Erik Müller                                                     | Johan Falck         | Norrköping-Linköping stadsteater |
| 1956 | Änkan                                   | Under trädet ligger yxan Tormod Skagestad                                   | Bengt Lagerkvist    | Riksteatern                      |
| 1961 |                                         | Så tuktas en argbigga William Shakespeare                                   | Per Gerhard         | Vasateatern                      |
| 1971 |                                         | Skulle det dyka upp fler lik är det bara å ringa (Busybody) Jack Popplewell | Stig Ossian Ericson | Lilla teatern                    |